# 张步峰
张步峰（1914年—1999年10月28日），河南省安阳县人，1931年入伍，1935年加入中国共产党，中国人民解放军将领、中国人民解放军开国少将。
曾任中国人民志愿军后勤部卫生部部长、第四军医大学校长（1959年3月—1964年10月）。1955年，授予中国人民解放军少将。